# Luke Goss

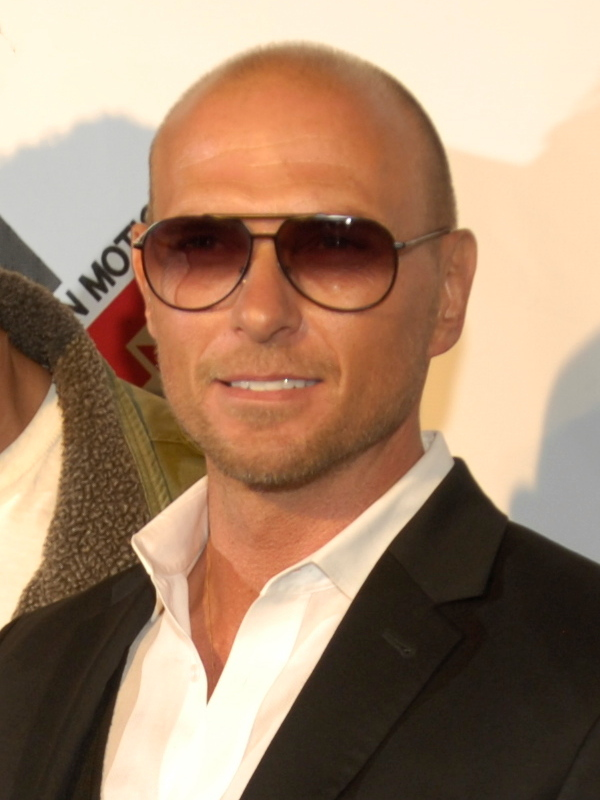
Luke Goss (2011)

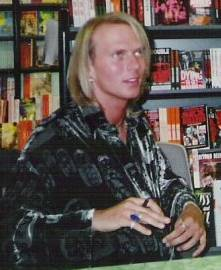
Luke Goss (1993)

Luke Damon Goss (* 29. September 1968 in London) ist ein britischer Schauspieler und Sänger.

## Leben
Seine Musikkarriere begann in den 1980er-Jahren, als er mit seinem Zwillingsbruder Matt Goss und dem Schulfreund Craig Logan die Band Bros gründete. Die Band hatte mehrere Top-Ten-Hits und spielte zwei sehr erfolgreiche Welttourneen. Nach der Auflösung gegen Ende 1991 gründete er die „Band of Thieves“ und veröffentlichte zwei weniger erfolgreiche Singles. Aus diesem Projekt ging dann die Band „Thieves Like Us“ hervor, mit der er nur eine Single herausbrachte.
Danach wechselte Goss ins Musical-Fach, wo er den Danny in Grease sehr erfolgreich spielte. Durch die Musicalrollen bekam er dann Lust auf das Schauspielfach. Zuerst spielte Goss kleinere Nebenrollen, bis er sich 2002 in Blade II einen Namen machte. Auch wirkte er im Film Eine Nacht mit dem König als Xerxes mit.
In Budapest spielte er gemeinsam mit Ron Perlman im Film Hellboy – Die goldene Armee, welcher am 11. Juli 2008 in den USA anlief.
Mit Your Move präsentierte Goss 2017 sein Debüt als Drehbuchautor und Regisseur.
2017 wurden die Vorbereitungen zu den Reunion-Konzerten von Bros mit der Kamera begleitet. Die Dokumentation After the Screaming Stops (der Titel ist eine Anspielung auf eine Frage, die ihnen einst vom bekannten Moderator Terry Wogan gestellt wurde) lief 2018 auf Filmfestivals in Austin und London, hatte einen limitierten Kinostart und wurde am 23. Dezember 2018 auf BBC Four ausgestrahlt. Die Sendung wurde von knapp 250.000 Zuschauern gesehen, doch nach begeisterten Reaktionen auf Social Media und dabei insbesondere Twitter entwickelte sich die Doku über Weihnachten zum Überraschungshit auf der BBC-Streaming-Plattform.

## Filmografie
- 2000: Two Days, Nine Lives
- 2000: The Stretch
- 2001: Love Life
- 2002: Nine Tenths
- 2002: ZigZag
- 2002: Blade II
- 2004: Silver Hawk
- 2004: Die Kreatur – Gehasst und gejagt (Frankenstein, Miniserie)
- 2005: Cool & Fool – Mein Partner mit der großen Schnauze (The Man)
- 2006: Mercenary for Justice
- 2006: Eine Nacht mit dem König (One Night with the King)
- 2007: Bone dry – Bis auf die Knochen (Bone Dry)
- 2007: Unearthed
- 2008: Hellboy – Die goldene Armee (Hellboy II: The Golden Army)
- 2009: Die Doomsday Gleichung (Annihilation Earth, Fernsehfilm)
- 2010: Tekken
- 2010: Death Race 2
- 2010: El Dorado (zweiteilige Miniserie)
- 2010: Hexen – Die letzte Schlacht der Templer (Witchville)
- 2010: La Linea 2 (Across the Line: The Exodus of Charlie Wright)
- 2010: Zombie – Dead/Undead
- 2011: Blood Out
- 2011: Underground Hitman
- 2012: Interview with a Hitman
- 2012: 7 Below – Haus der dunklen Seelen (Seven Below)
- 2012: Death Race: Inferno (Death Race 3: Inferno)
- 2013: Death Zone: Tödlicher Verrat (Dead Drop)
- 2013: April Rain
- 2015: Operator – Wettlauf gegen die Zeit (Operator)
- 2015: War Pigs
- 2015: The Night Crew
- 2016: Crossing Point – Übergangsstelle (Crossing Point)
- 2016: Mind Blown (Fernsehfilm)
- 2017: Mississippi Murder
- 2017: Killing Salazar (Cartels)
- 2017: Your Move
- 2018: No More Mr Nice Guy
- 2018: Traffik
- 2018: Extracurricular
- 2018: After The Screaming Stops
- 2019: The Hard Way
- 2020: Paydirt

## Diskografie
Singles
- Sweeter Than the Midnight Rain (1993/Luke Goss & the Band of Thieves)
- Give Me One More Chance (1993/Luke Goss & the Band of Thieves)
- L.i.f.e. (1994/Thieves Like Us)

Album
- What a Feeling (1997/Musical Konzert-Tour-Mitschnitt)